# Confort (Ain)
Pour les articles homonymes, voir Confort (homonymie).
Confort est une commune française, située dans le département de l'Ain en région Auvergne-Rhône-Alpes. En 2018, elle compte 657 habitants.

## Géographie
La commune est située dans la vallée de la Valserine. Elle possède un seul hameau, la Mulaz.
Une route permet d'accéder au hameau de Menthières puis au col de Menthières situés sur la commune voisine de Chézery-Forens.

### Climat
Pour des articles plus généraux, voir Climat d'Auvergne-Rhône-Alpes et Climat de l'Ain.
En 2010, le climat de la commune est de type climat de montagne, selon une étude du CNRS s'appuyant sur une série de données couvrant la période 1971-2000. En 2020, Météo-France publie une typologie des climats de la France métropolitaine dans laquelle la commune est exposée à un climat de montagne ou de marges de montagne et est dans la région climatique Jura, caractérisée par une forte pluviométrie en toutes saisons (1 000 à 1 500 mm/an), des hivers rigoureux et un ensoleillement médiocre.
Pour la période 1971-2000, la température annuelle moyenne est de 9,6 °C, avec une amplitude thermique annuelle de 17,6 °C. Le cumul annuel moyen de précipitations est de 1 535 mm, avec 11,4 jours de précipitations en janvier et 9,1 jours en juillet. Pour la période 1991-2020, la température moyenne annuelle observée sur la station météorologique de Météo-France la plus proche, « Bellegarde », sur la commune de Valserhône à 5 km à vol d'oiseau, est de 11,1 °C et le cumul annuel moyen de précipitations est de 1 184,6 mm,. Pour l'avenir, les paramètres climatiques de la commune estimés pour 2050 selon différents scénarios d'émission de gaz à effet de serre sont consultables sur un site dédié publié par Météo-France en novembre 2022.

## Urbanisme

### Typologie
Au 1er janvier 2024, Confort est catégorisée commune rurale à habitat dispersé, selon la nouvelle grille communale de densité à 7 niveaux définie par l'Insee en 2022.
Elle est située hors unité urbaine. Par ailleurs la commune fait partie de l'aire d'attraction de Genève - Annemasse (partie française), dont elle est une commune de la couronne,. Cette aire, qui regroupe 158 communes, est catégorisée dans les aires de 700 000 habitants ou plus (hors Paris),.

### Occupation des sols
L'occupation des sols de la commune, telle qu'elle ressort de la base de données européenne d’occupation biophysique des sols Corine Land Cover (CLC), est marquée par l'importance des forêts et milieux semi-naturels (70,5 % en 2018), une proportion sensiblement équivalente à celle de 1990 (71,2 %). La répartition détaillée en 2018 est la suivante : 
forêts (55,6 %), prairies (23 %), milieux à végétation arbustive et/ou herbacée (14,8 %), zones agricoles hétérogènes (3,8 %), zones urbanisées (2,8 %).
L'évolution de l’occupation des sols de la commune et de ses infrastructures peut être observée sur les différentes représentations cartographiques du territoire : la carte de Cassini (XVIIIe siècle), la carte d'état-major (1820-1866) et les cartes ou photos aériennes de l'IGN pour la période actuelle (1950 à aujourd'hui).

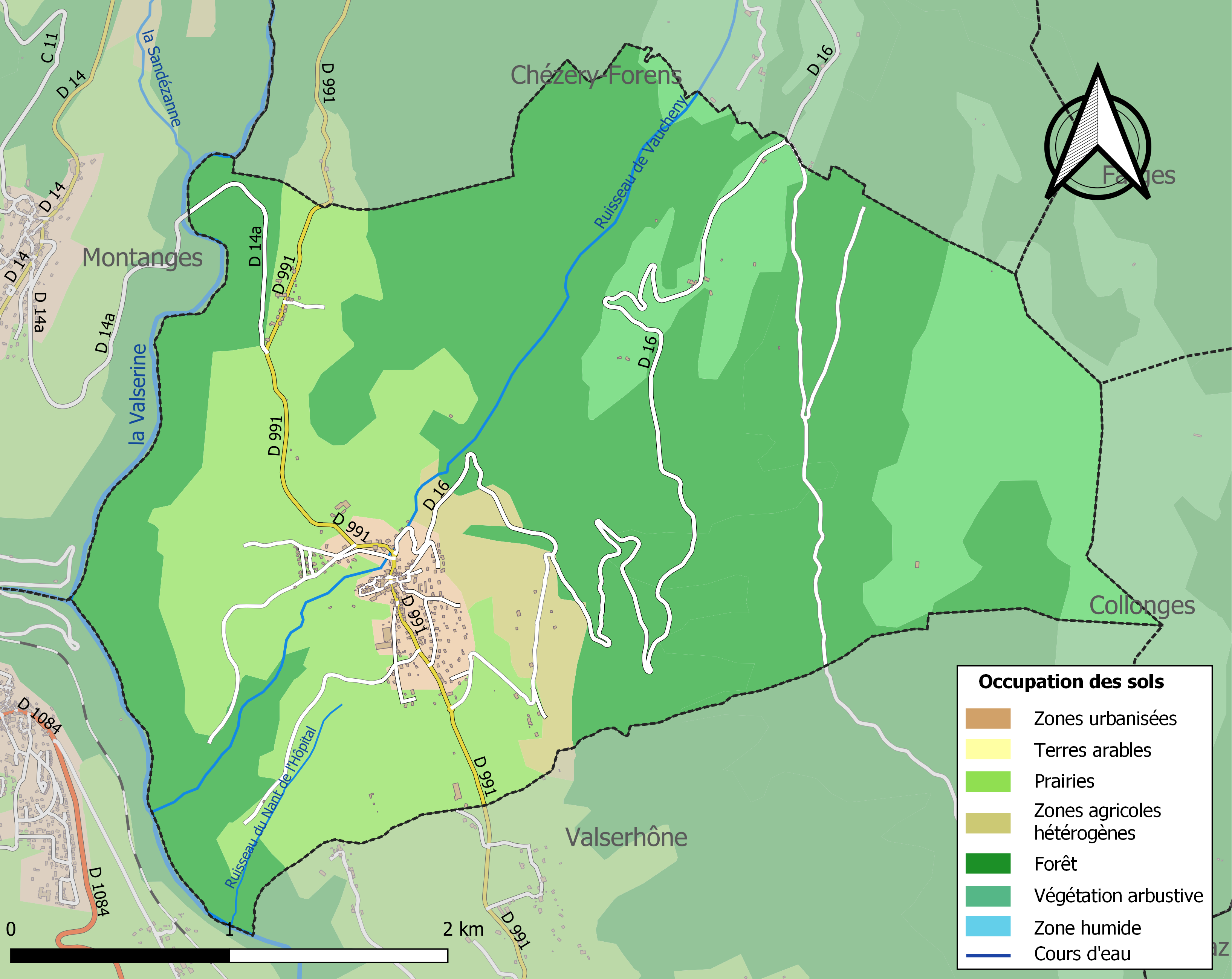
Carte des infrastructures et de l'occupation des sols de la commune en 2018 (CLC).

## Histoire
Important lieu de pèlerinage au Moyen Âge.
En 1601, le pays de Gex et le Bugey deviennent français. Ils sont séparés par le chemin des Espagnols sous souveraineté savoyarde, permettant de rejoindre la Savoie à la Franche-Comté.
Le chemin démarre au pont de Grésin et passe par Confort.
En 1760, le traité de Turin supprimera cette enclave et Confort devient français.
La commune est créée en 1858 d'une scission d'avec Lancrans.

## Politique et administration

### Découpage territorial
La commune de Confort est membre de la communauté de communes Terre Valserhône, un établissement public de coopération intercommunale (EPCI) à fiscalité propre créé le 30 décembre 2002 dont le siège est à Valserhône. Ce dernier est par ailleurs membre d'autres groupements intercommunaux.
Sur le plan administratif, elle est rattachée à l'arrondissement de Nantua, au département de l'Ain et à la région Auvergne-Rhône-Alpes. Sur le plan électoral, elle dépend du canton de Valserhône pour l'élection des conseillers départementaux, depuis le redécoupage cantonal de 2014 entré en vigueur en 2015, et de la troisième circonscription de l'Ain  pour les élections législatives, depuis le dernier découpage électoral de 2010.

### Administration municipale
| Période                                  | Période  | Identité        | Étiquette | Qualité                            |
| ---------------------------------------- | -------- | --------------- | --------- | ---------------------------------- |
| 2008                                     | mai 2020 | Michel Jerdelet |           | retraité d'une entreprise publique |
| mai 2020                                 | En cours | Daniel Brique   |           | ancien cadre                       |
| Les données manquantes sont à compléter. |          |                 |           |                                    |

## Démographie
L'évolution du nombre d'habitants est connue à travers les recensements de la population effectués dans la commune depuis 1861. Pour les communes de moins de 10 000 habitants, une enquête de recensement portant sur toute la population est réalisée tous les cinq ans, les populations de référence des années intermédiaires étant quant à elles estimées par interpolation ou extrapolation. Pour la commune, le premier recensement exhaustif entrant dans le cadre du nouveau dispositif a été réalisé en 2007.
En 2022, la commune comptait 676 habitants, en évolution de +9,03 % par rapport à 2016 (Ain : +5,15 %, France hors Mayotte : +2,11 %).
| 1861 | 1866 | 1872 | 1876 | 1881 | 1886 | 1891 | 1896 | 1901 |
| ---- | ---- | ---- | ---- | ---- | ---- | ---- | ---- | ---- |
| 498  | 494  | 423  | 477  | 523  | 489  | 497  | 492  | 477  |

| 1906 | 1911 | 1921 | 1926 | 1931 | 1936 | 1946 | 1954 | 1962 |
| ---- | ---- | ---- | ---- | ---- | ---- | ---- | ---- | ---- |
| 505  | 436  | 433  | 431  | 377  | 378  | 276  | 315  | 270  |

| 1968 | 1975 | 1982 | 1990 | 1999 | 2006 | 2007 | 2012 | 2017 |
| ---- | ---- | ---- | ---- | ---- | ---- | ---- | ---- | ---- |
| 349  | 377  | 397  | 449  | 499  | 514  | 515  | 553  | 648  |

| 2022 | - | - | - | - | - | - | - | - |
| ---- | - | - | - | - | - | - | - | - |
| 676  | - | - | - | - | - | - | - | - |

## Culture et patrimoine

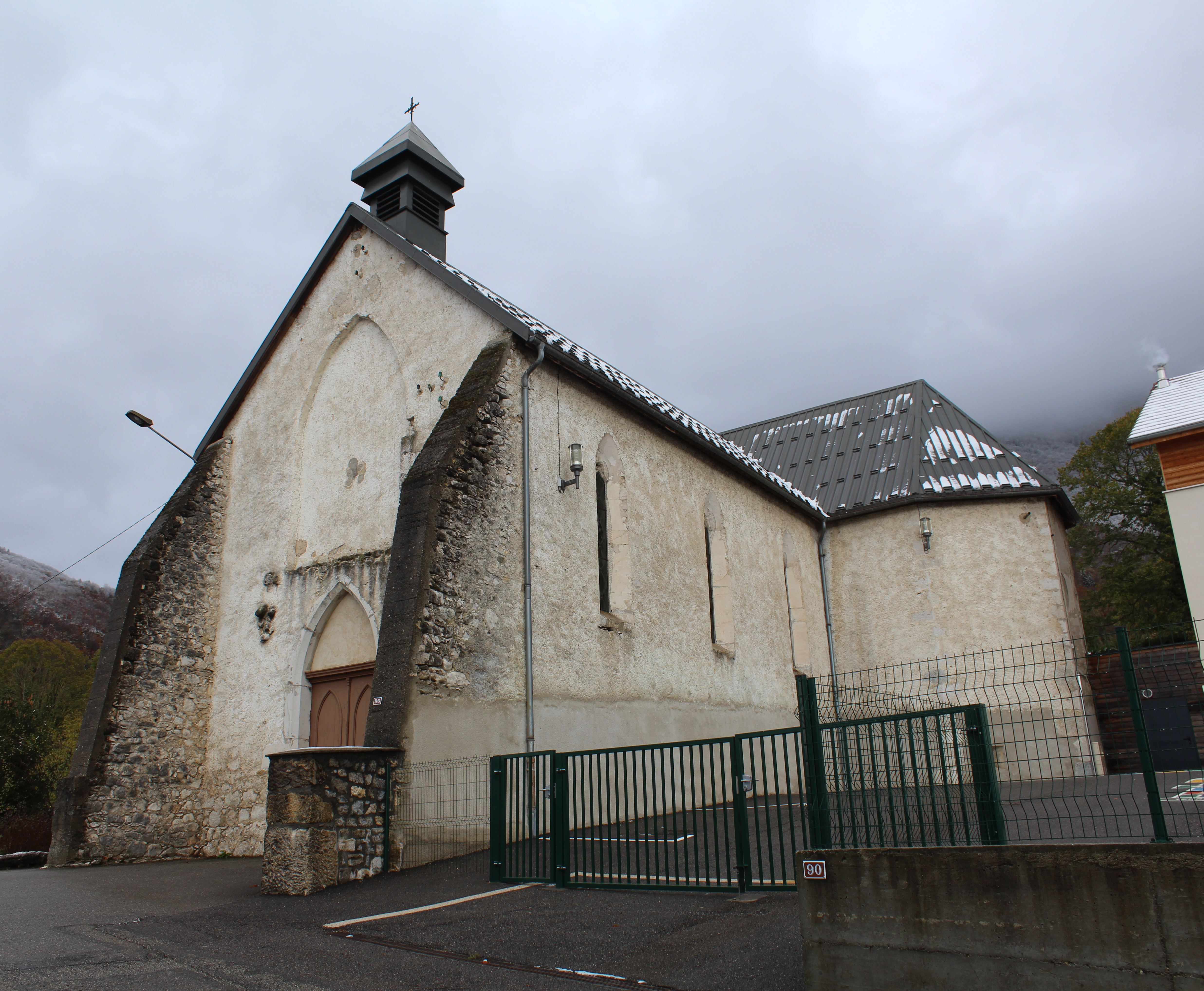
Église de l'Immaculée-Conception.

### Lieux et monuments
- Parc naturel régional du Haut-Jura.
- Hospice fondé à la mémoire de sœur Rosalie.
- Église de l'Immaculée-Conception.
- Chalet de Varambon.
- Pont du moulin des pierres.
- Reste d'un château des sires de Thoire-Villars. Au début du XIVe siècle, il relevait des dauphins de Viennois. En 1337, il est remis par le Dauphin au comte de Savoie et les Thoire-Villars obtiennent en échange la seigneurie de Châtillon-de-Cornelle[22].

### Personnalités liées à la commune
- Rosalie Rendu dite sœur Rosalie, est née à Confort en 1786.
- Jacques-Marie Chapelu (1812-1888), prêtre desservant le village de 1843 à sa mort, « le plus célèbre curé maçon du Pays de Gex », bâtisseur de l'église de Confort (1851-1856) puis, de 1861 à 1874, du presbytère, d'une école de sœurs, d'une aumônerie, de l'école des garçons, des deux ailes de la maison des sœurs tenant lieu d'hospice de vieillards et d'orphelinat. Le cimetière, où il repose, est de même son œuvre[23],[24].